# 요한 헤스

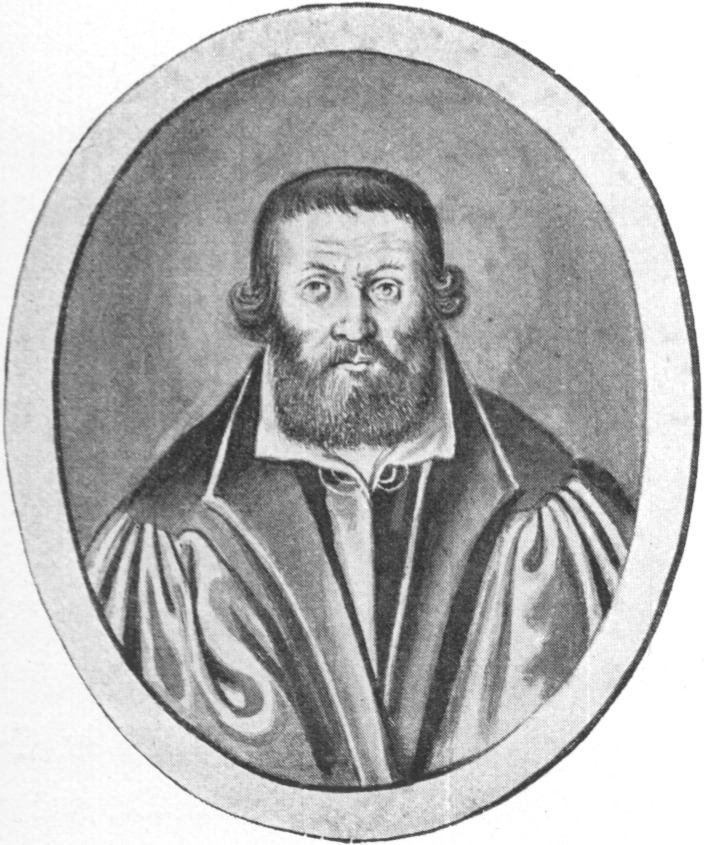
요한 헤스

요한 헤스(독일어: Johann Heß, 1490년 9월 23일 – 1547년 1월 5일)는 독일의 루터교 신학자이자 브로츠와프의 개신교 종교 개혁가였다.
1527년 루터는 흑사병을 직면하여 한 편의 글을 썼는데 1525년 8월부터 11월까지 독일 브레스라우(Breslau)에 흑사병이 번졌을 때, 그곳의 목회자 요하네스 헤스(Johannes Hess) 박사가 과연 목회자도 흑사병을 피해 타지로 피해야 하는지 물었기 때문이었다. 목회자들이 전염병과 전쟁 등 비상상황에서 본인들이 살기 위해 교회를 떠날 수 있는가 하는 구체적 질문을 던진 학자로 유명하다.
그는 뉘른베르크에서 태어났다. 그는 라이프 치히 대학과 비텐 베르크 대학에 다녔으며 그곳에서 법학과 인문학을 가르쳤다. Wittenberg에서 그는 마르틴 루터의 추종자가 되었고, 1513년에 브로츠와프의 감독인 Johannes V. Thurzo 의 비서로 니사 로 이주했을 때 프로테스탄트 종교 개혁과 연락을 유지했다. 1518년 헤스는 신학을 공부하기 위해 볼로냐로 이주하여 1519년 그곳에서 공부를 마쳤다. 실레시아로 돌아가는 길에 그는 비텐베르크에 들러 필리프 멜란히톤의 친구가 되었다. 1520년에 그는 신권에 성임되었고 1523년에 Heß는 Breslau 시의회 (아마 Laurentius Corvinus 의 권유로)의 압력을 받아 성 마리아 막달레나 교회의 목사가되었다. 다가오는 해에 그는 브레슬라우에서 개신교의 가르침을 천천히 도입하여 1524년 브레 슬라 우에 있는 성 도로시 수도원의 논쟁에서 자신의 아이디어를 제시했다. 그의 신중한 접근 방식은 심지어 가톨릭 주교 인 Jakob von Salza와의 관계를 정상화했다. 신학적으로 그는 성 엘리자베스 교회의 목사 인 Ambrosius Moibanus 와 Breslau 시의회가 Wittenberg의 편을 들었고 레그니차에서 Caspar Schwenckfeld와 그의 추종자들을 반대했다. 1541년 그는 Regensburg 회의에 참가했다. 1547년는 브로츠와프에서 사망했다.

## 참고 문헌
- Julius Köstlin, 'Johann Heß, der Breslauer Reformator', Zeitschrift des Vereins für Geschichte und Alterthum Schlesiens 6 (1864), pp. 97–131, 181-265.
- Adolf Henschel, Dr. Johannes Heß der Breslauer Reformator. Schriften für das deutsche Volk 37 (Halle : Verein für Reformationsgeschichte, 1901).
- Neue Deutsche Biographie (NDB), Bayerische Akademie der Wissenschaften, München, Bd. 9, pp. 7 ~ 8.
- Grantley McDonald, 'Laurentius Corvinus와 Epicurean Luther', Lutheran Quarterly 22 (2008), pp. 161–76.